# Kính ngữ vương thất
Kính ngữ vương thất là một dạng kính ngữ theo truyền thống biểu thị địa vị thành viên trong các vương thất (Royal family) châu Âu. Trong hầu hết trường hợp, dạng kính ngữ dùng cho các quân chủ cùng người hôn phối là Majesty, tương đương từ Bệ hạ trong tiếng Việt. Trong trường hợp đối với các thành viên hoàng gia mang tước hiệu tương đương Prince hoặc Princess, kính ngữ thường dùng ở dạng Royal Highness trong tiếng Anh, Altesse Royale trong tiếng Pháp và Königliche Hoheit trong tiếng Đức.
Trong thông lệ tiếng Anh, kính xưng này khi dùng đối diện trực tiếp, sẽ là Your Royal Highness, nếu ở ngôi thứ 3 sẽ là His Royal Highness cùng Her Royal Highness (được viết tắt là HRH), hoặc gọi chung là Their Royal Highnesses (TRH).

## Khái quát
Trước thế kỉ 17, các lãnh chúa tự do ở nước Ý sử dụng danh xưng Highness (tức Điện hạ), và trong thời gian dài chỉ có thể dùng cho Quốc vương hoặc Hoàng đế. Căn cứ Encyclopédie của Denis Diderot, Royal Highness chỉ bắt đầu sử dụng từ Đại vương công Áo Ferdinand của Áo, vị Hồng y Infante của Tây Ban Nha, con trai của Felipe III của Tây Ban Nha. Vị Đại vương công Áo này du lịch đến Ý qua vùng Hạ quốc thổ (Low Countries), gặp gỡ Victor Amadeus I, Công tước xứ Savoy, và từ chối gọi Công tước Savoy bằng kính ngữ Highness, trừ phi ông ta gọi ông là Royal Highness để biểu thị vị thế ở trên. Sau đó, Gaston d'Orléans - con trai thứ của Henri IV của Pháp, nhậm tước ở Brussels và sử dụng danh xưng này (qua tiếng Pháp gọi là Altesse Royale), trở thành Fils de France đầu tiên được phép sử dụng.
Từ đó đến thế kỉ 18, Royal Highness thịnh dùng cho những thành viên dòng dõi vương thất, những người có tước vị truyền đời có liên hệ máu mủ với quân chủ của một quốc gia tại Châu Âu lục địa. Nhà Habsburg cai quản Thánh chế La Mã đã dùng Royal Highness để chỉ các Đại vương công Áo cùng Archduchess - những Hoàng tử và Hoàng nữ trong gia tộc như một kính ngữ. Dù nhà Habsburg nắm giữ Đế vị của Thánh chế (một Hoàng gia đúng nghĩa), song tước vị truyền đời của họ chỉ có thể nắm ở bản thân Áo, Hungary Croatia và Bohemia. Sau sự giải thể của Thánh chế La Mã năm 1806, nhiều Tuyển hầu tước đã dùng tước hiệu Grand duke cùng kính ngữ Royal Highness cho bản thân gia tộc họ. Lúc này, nhà Habsburg đêm Áo trở thành Đế quốc Áo, từ bỏ Royal Highness mà sử dụng Imperial and Royal Highness để biểu thị địa vị hoàng gia (Imperial family) thật sự của mình.

## Sử dụng
Hiện nay, các Đế quốc châu Âu đã không còn, các Vương quốc trong ngôn ngữ Việt Nam lại từ [Royal family; Vương thất] luôn dịch thành [Imperial family; Hoàng gia]. Song, các kính ngữ Royal Highness vẫn có thể dịch thành Điện hạ, và hiện nay các quốc gia còn nền quân chủ lập hiến vẫn sử dụng kính ngữ này cho các thành viên là hậu duệ của quân chủ, như Vương quốc Liên hiệp Anh và Bắc Ireland (United Kingdom), Vương quốc Tây Ban Nha, Vương quốc Thụy Điển, Vương quốc Hà Lan, Vương quốc Đan Mạch.
Và những người được sử dụng danh xưng này thường là:
- Con trai và con gái của Quân chủ cùng Trữ quân;
- Cháu nội của Quân chủ;
- Vợ của các [Prince], là con trai hoặc cháu của Quân chủ;
- Chồng của một Nữ Quân chủ hoặc Nữ Trữ quân;

Vương thất Anh của United Kingdom là quốc gia nổi tiếng nhất về sử dụng tước xưng này. Theo quy định từ thời George V của Anh, con trai và con gái của quân chủ, con trai và con gái của nam duệ của quân chủ, đều được dùng Royal Highness cùng các tước hiệu thừa kế riêng của mỗi người. Đó là lý do vì sao các con của các Prince, trai lẫn gái, đều vẫn tiếp tục sử dụng Royal Highness, trong khi hai người con của Anne, Công chúa Vương thất là không thể. Từ năm 2012, Nữ vương Elizabeth II ra quy định, tất cả các con của Đích trưởng tử của một Thân vương xứ Wales vẫn có thể sử dụng kính xưng Royal Highness, do đó các con của Prince William cùng Catherine Middleton đều là [Royal Highness], điển hình là Vương tằng tôn George xứ Cambridge, danh xưng của cậu là [His Royal Highness Prince George of Cambridge]. Điều này cũng khiến con trai của Prince Harry là Archie không phải là một Prince và càng không thể được dùng kính ngữ Royal Highness, trừ phi ông nội cậu là Prince Charles thuận lợi kế vị, Archie lúc này sẽ trở thành "cháu nội một quân chủ" và có thể được đề nghị sử dụng tước vị và kính ngữ thích hợp. Nhưng nếu Prince William - bác của cậu kế vị, thì Archie cũng không thể là Prince vì cậu là cháu nội một Thân vương, không còn là cháu nội quân chủ, trừ phi Vương thất Anh vào lúc này quy định thêm một trường hợp nữa.
Những người chồng của British princess cũng không thể sử dụng kính xưng này, mà chỉ là Lord hoặc The Right Honourable cùng tước hiệu quý tộc. Nhưng đặc biệt, có ngoại lệ duy nhất là chồng của Nữ vương Elizabeth II, Ngài Philip, Công tước xứ Edinburgh, đã có thể sử dụng dù không phải một British prince do ông là chồng của Nữ vương. Mãi đến năm 1957, Philip mới được phong làm [Prince of Britain], lúc này danh xưng của ông là [His Royal Highness The Prince Philip, Duke of Edinburgh], thay vì His Royal Highness The Duke of Edinburgh khi trước. Điều này xảy ra tương tự Daniel Westling, vì ông là chồng của Victoria, Thái nữ của Thụy Điển, do vậy ông được ban làm Prince, tước hiệu Công tước cùng kính xưng [Royal Highness] để thể hiện vị trí thành viên vương thất chính thức của mình.
Sau sự kiện ly hôn của Lady Diana Spencer, Vương thất Anh do Nữ vương Elizabeth II chủ trì đã tuyên bố những người vợ của Vương tử Anh sau khi ly hôn, dù có thể giữ tước hiệu, song kính xưng Royal Highness không được sử dụng nữa. Điều này áp dụng cho Diana, bà trở thành [Diana, Princess of Wales], mà không còn là Her Royal Highness The Princess of Wales như trước khi ly hôn.
Đầu năm 2020, thông qua một đề nghị bỏ đi nghĩa vụ triều đình, hai vợ chồng Công tước xứ Sussex - Prince Harry và Meghan - bắt đầu từ mùa xuân sẽ không được phép sử dụng danh xưng "His / Her Royal Highness" trong công tác thông thường, dù họ được giữ lại danh xưng này như cũ.

## Nhân vật
Những HRH đứng đầu trong Vương thất Anh hiện tại:

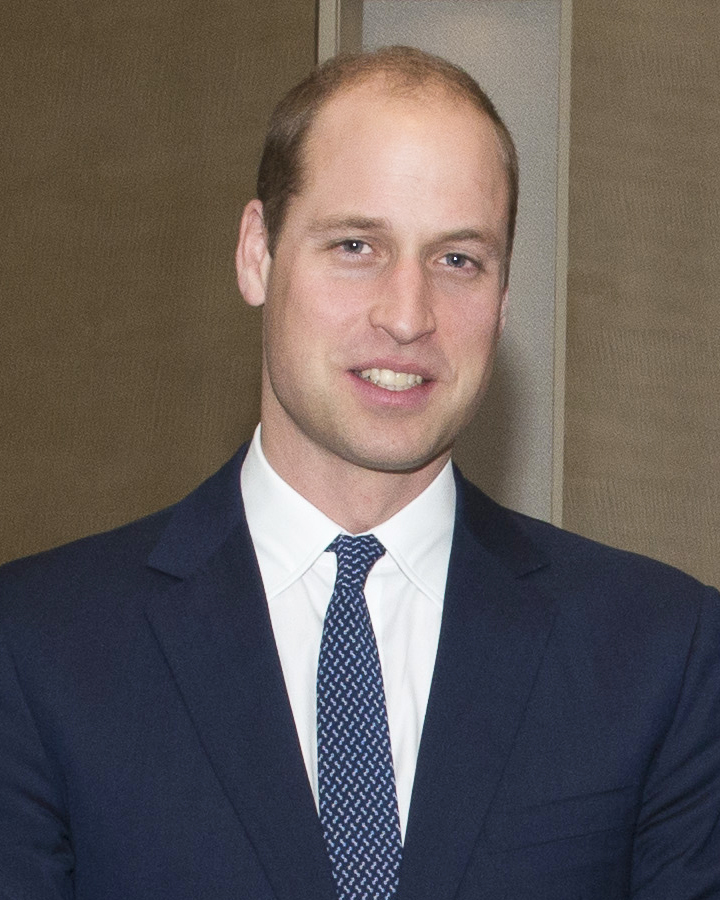
His Royal Highness, William, Thân vương xứ Wales, cháu nội của cố Nữ vương Elizabeth II và là con cả của Charles III
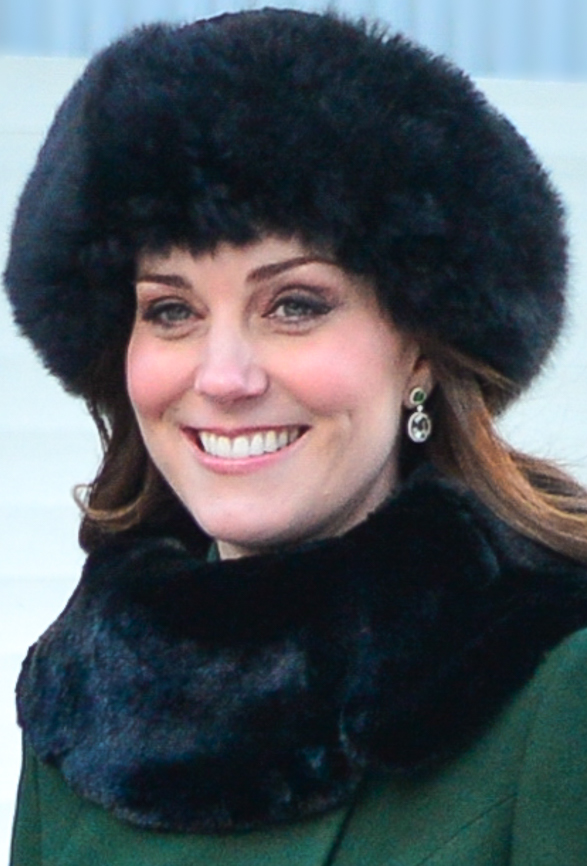
Her Royal Highness, Catherine, Vương phi xứ Wales, vợ của Vương tử William
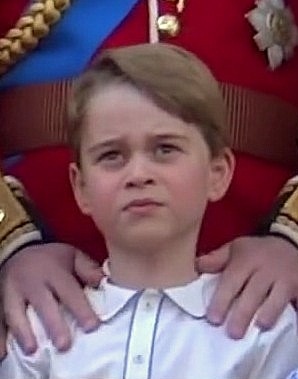
His Royal Highness, Vương tôn George xứ Wales, con trai của Vương tử William
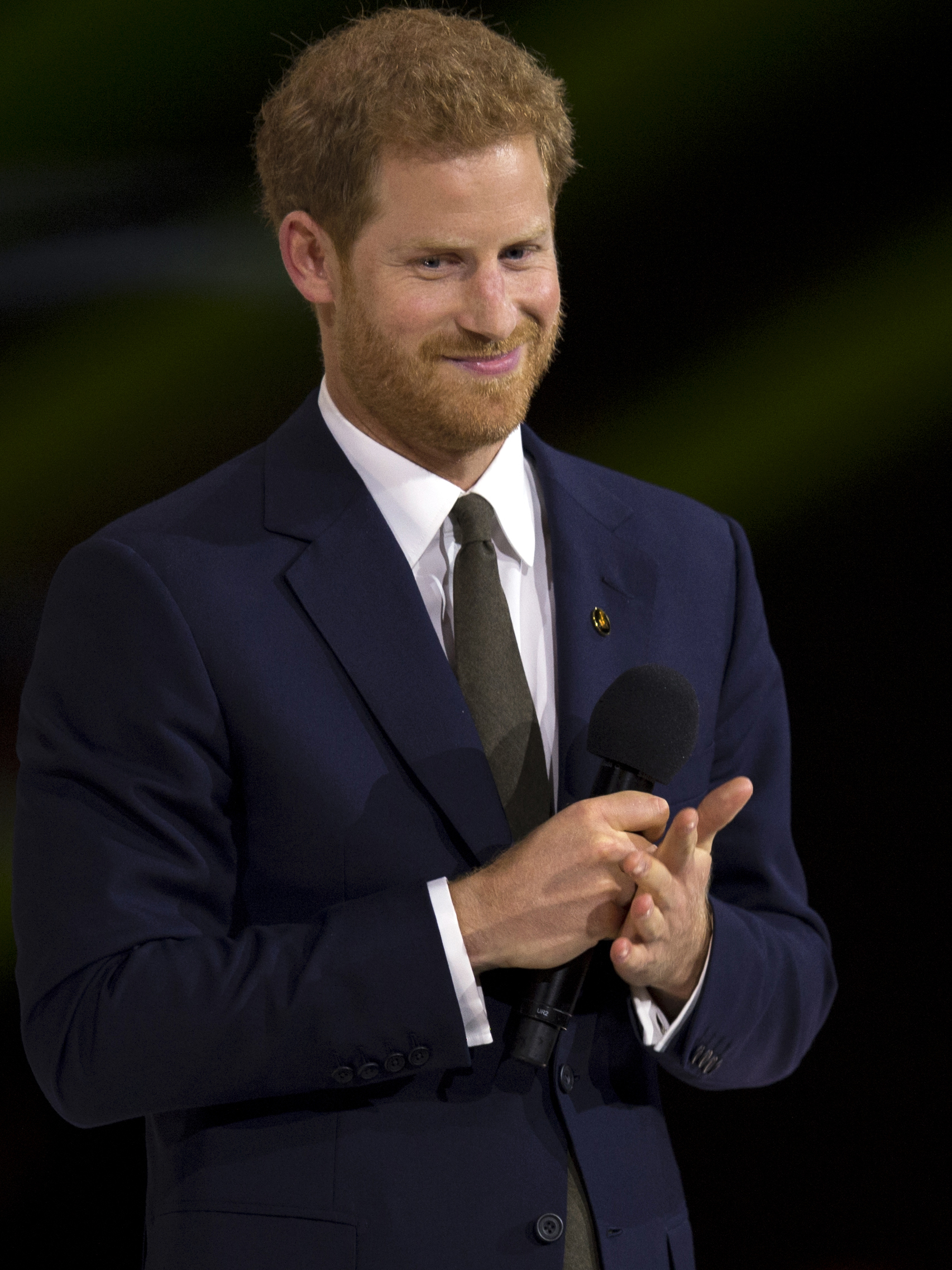
His Royal Highness, Vương tử Harry, Công tước xứ Sussex, cháu nội của cố Nữ vương Elizabeth II và là con út của Charles III
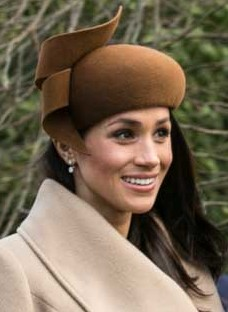
Her Royal Highness, Meghan, Công tước phu nhân xứ Sussex, vợ của Vương tử Harry